# Вроблевский, Эдуард Викентий Антонович
Эдуард Антонович Вроблевский (пол. Edward Wincenty  Wróblewski; 3 февраля 1848, Гродно — 4 февраля 1892, Санкт-Петербург) — российский химик-органик, профессор Санкт-Петербургского практического технологического института, один из основателей Русского химического (с 1878 — физико-химического) общества.
Брат Витольда Антоновича, Сигизмунда Флорентия и Станислава Федора Врублевских.

## Биография
Родился в семье секретаря Совестного суда Гродненской губернии потомственного дворянина Антона Анастасия Казимировича и Каролины ур. Маньковской Врублевских. В 1864 году окончил Гродненскую гимназию. Этот период стал переломным в судьбе юноши. Неожиданно суровое наказание, постигшее старшего брата Сигизмунда Антоновича, студента Киевского университета, оказавшегося замешанным в смуте 1863 года, и связанная с этим преждевременная смерть отца оказали огромное влияние на всю его дальнейшую жизнь. Заботы о младших братьях и сестрах взял на себя старший брат Витольд. Выполняя волю отца, поступил в Санкт-Петербургский практический технологический институт. Студентом изучал курс органической химии у Федора Бейльштейна и Дмитрия Менделеева.
После окончания в 1868 году химического отделения технологического института со званием технолога 1-го разряда начал службу в качестве лаборанта при химической лаборатории института под руководством Ф. Ф. Бейльштейна.
В том же году принял активное участие не только в создании Русского химического общества, устав которого в 20-летнем возрасте подписал в качестве члена-учредителя, но и в его деятельности. Он наравне с П. П. Алексеевым, Ф. Ф. Бейльштейном, Н. Н. Бекетовым, А. П. Бородиным, Ф. Р. Вреденом, Н. Н. Зининым, А. П. Кульбергом, П. А. Лачиновым, Д. И. Менделеевым, Н. А. Меншуткиным, Н. В. Соколовым, Г. А. Шмидтом, А. Н. Энгельгардтом и другими участвовал в ежемесячных заседаниях общества, выступал с сообщениями. В «Журнале Русского химического общества» печатал статьи. Так, в 1-м томе «Журнала…» под рубрикой «Из лаборатории Технологического института в С.-Петербурге» им было опубликовано три статьи: «Исследование некоторых соединений толуолового ряда», «О действии первого хлорангидрида серной кислоты на бромистый этилен и йодистый этил», «Об изомерных хлоротолуидинах».
В 1870 году Вроблевский открыл реакцию замещения диазогруппы этоксигруппой и опубликовал во 2-м томе «Журнала Русского химического общества» ряд статей: «О некоторых соединениях толуолового ряда», «Двубромтолуол и нитробромотолуолы», «Нитробромотолуолы и бромтолуидины» (в соавторстве с А. И. Курбатовым) и «Двухлортолуидин» (в соавторстве с И. Пироговым).
В 1872 году стал читать студентам Петербургского технологического института лекции по аналитической химии. И продолжал работать над своей диссертацией «Синтез бромопроизводных толуола» (СПб.: тип. В. Демакова, 1872. — 49 с.). После её защиты на физико-математическом факультете Санкт-Петербургского университета 15 января 1873 года был удостоен степени магистра химии.
С 1875 года Вроблевский — профессор Санкт-Петербургского практического технологического института. В декабре 1876 года после защиты диссертации «Гипотеза Кекуле о строении ароматических соединений и ея проверка» (СПб.: тип. Императорской Академии Наук, 1876. — 67 с. черт.) в Санкт-Петербургском университете был утверждён в ученой степени доктора химии. Исследуя строение производных толуола, Вроблевский доказал правильность циклической структурной формулы бензола, предложенной Фридрихом Августом Кекуле. Установил равноценность атомов водорода в бензольном ядре.
В течение четырёх лет (1875—1879) младший брат Станислав Врублевский обучался на механическом отделении Санкт-Петербургского практического технологического института по специальности «инженер-технолог», став впоследствии инженером-железнодорожником, крупным промышленником, одним из создателей Московского промышленного района.
В 1888 году погиб старший брат — профессор Ягеллонского университета Сигизмунд Врублевский.

## Научный вклад
Основной областью исследований Эдуарда Вроблевского являлась органическая химия. Он провел исследования соединений бензольного ряда, которые способствовали установлению строения бензола, а также изучению изомерии и правил замещения у его производных; синтезировал и изучил большое число производных толуола. Проверяя в 1876 году правильность структурной формулы бензола, предложенной Ф. А. Кекуле, Эдуард Антонович синтезировал оба ортоизомера толуидина (1,2 и 1,6) и оба метаизомера бромтолуола (1,3 и 1,5) и установил их тождество, а также показал возможность существования лишь одного параизомера и таким образом доказал правильность формулы строения бензола. Аналогичным путём он показал равноценность атомов водорода в бензольном ядре (для пяти различных положений заместителя). В 1870 году открыл реакцию замещения диазогруппы этоксигруппой, обнаружив при диазотировании 2-амино- и 3-амино-4-хлор-толуолов и кипячении продуктов реакции с этиловым спиртом образование соответствующих фенетолов.
Был одним из основателей и активных членов Русского физико-химического общества.

## Основные научные работы
В 1901 году в «Известиях Технологического института Императора Николая I» профессор Александр Яковкин в статье «Краткий исторический очерк деятельности химической лаборатории Технологического института» опубликовал список всех работ Эдуарда Антоновича Вроблевского. Наиболее значимые из них: «О действии первого хлорангидрида серной кислоты на С2Н4Вr2 и C2H5J»; «О некоторых соединениях толуолового ряда»; «Об изомерных хлоротолуидинах»; «Ортобромметатолуол и ортобромметакрезол»; «Двубромтолуолы»; «Трибромтолуол и трибромтолуидин»; «Метабромтолуол»; «Образование трибромбензола»; «Получение этилтолуола»; «Новый бромоксилол»; «Замещение водорода в бензоле»; «О новом нитроксилоле, ксилидине и его производных»; «К вопросу о строении бензоловых производных»; «Новые кавказские минеральные воды»; «К вопросу о структурных формулах ароматических соединений»; «Об отделении рядового ксилола от его изомеров»; «Об окислении и восстановлении нитроксилола»; «Об окислении симметрического нитроксилола»; «О формуле бензола»; «О противоречии в применении призматической формулы бензола Ладенбурга»; «К вопросу о разложении диазосоединений спиртом»; «Об одном из смежных ксилидинов»; «Правильность распределения галоидов и нитрогрупп при замещении водорода в бензоле и его гомологах»; «Синтез бромопроизводных толуола» (дисс.); «Гипотеза Кекуле и её проверка» (дисс.).